# St Germans
St Germans (kornisch Lannales) ist eine Gemeinde in Großbritannien. Die kleine Gemeinde liegt auf der Halbinsel Rame im Südosten von Cornwall am Unterlauf des River Tiddy. Der Tiddy mündet 2 km südlich der Gemeinde in den Lynher, dieser geht kurz darauf in den Hamoaze über. Zu St Germans gehören die Dörfer und Weiler Bethany, Polbathic und Tideford. Im Süden grenzt das Gemeindegebiet an den Ärmelkanal, von Westen an grenzt es an die Gemeinden Deviock, Morval, Menheniot, Quethiock, Landrake-with-St Erney und Sheviock.

## Geschichte
Nach der Eroberung Cornwalls wurde 936 die Kirche von St Germans Cornwalls erste Bischofskirche, als König Æthelstan Conan zum ersten Bischof von Cornwall erhob. 1030 wurde das Bistum mit Crediton in Devon vereinigt. 1050 wurde der Sitz der Diözese nach Exeter verlegt, aber die Stiftskirche verlieh dem Ort weiterhin Ansehen und Wohlstand. Nach dem Domesday Book von 1086 fand sonntags im Dorf ein Markt statt, der aber zugunsten des Marktes von Trematon aufgegeben wurde. Ein weiterer Markt der Gemeinde wird 1302 erwähnt. Nach der Auflösung des Stiftes unter Heinrich VIII. wurden die Stiftsgebäude an die Familie Champernowne verpachtet. 1564 kaufte John Eliot aus Plymouth das Anwesen, das seitdem als Port Eliot Sitz der Familie Eliot ist, die seit 1815 den Titel Earl of St Germans führt. Elisabeth I. schuf für St Germans einen Parlamentswahlbezirk, so dass von 1563 bis zum Reform Act 1832 das Dorf zwei Abgeordnete in das House of Commons entsenden konnte. Der Wahlbezirk mit nur wenigen Wahlberechtigten stand stark unter dem Einfluss der Familie Eliot und galt bereits im 17. Jahrhundert als sogenannter Pocket Borough.
Um 1600 wurde St Germans zur Marktstadt erhoben, doch die Bedeutung des Ortes sank bis zu Beginn des 19. Jahrhunderts zu einem kleinen Fischerdorf mit 672 Einwohnern herab. 1859 erhielt der Ort einen Bahnhof an der Strecke Plymouth-Penzance. Als die Eisenbahngesellschaft das Land für die Bahnstrecke erwarb, bestand der Earl of St Germans darauf, dass der Ort einen Bahnhof erhielt und seine Familie das Privileg erhielt, jeden Zug nach Bedarf anhalten zu lassen. Der Bahnhof wurde 1859 eröffnet, das Privileg der Familie Eliot bestand bis zur Verstaatlichung der Bahnlinie 1947.
1905 wurde der erste Suffraganbischof der neuen anglikanischen Diözese Truro zum Bischof von St Germans geweiht. Seit 1970 besteht ein nach dem ehemaligen Bistum Sanctus Germanus benanntes Titularbistum der römisch-katholischen Kirche.
St Germans unterhält eine Städtepartnerschaft mit Plouguerneau in der Bretagne. 1997 wurde ein Teil des Gemeindegebietes als neue Gemeinde Deviock abgespalten.

## Wirtschaft
Ursprünglich war St Germans ein bedeutender Fischereihafen. Im 19. Jahrhundert wurden an der Anlegestelle Mineralstoffe, Kohle, Holz und Kalkstein verladen, bis zum Zweiten Weltkrieg wurde von St Germans Straßensteine versandt. Heute dient der Hafen nur noch als Marina für Freizeitboote.

## Verkehr
St Germans hat einen Bahnhof an der Bahnlinie Penzance-Plymouth. Die Bahnlinie führt mit einem steinernen Viadukt über den River Tiddy. Der dreizehnbogige Viadukt wurde 1908 erbaut und ersetzte einen hölzernen von 1855. Die A38 road verläuft nördlich St Germans durch den Ortsteil Tideford.

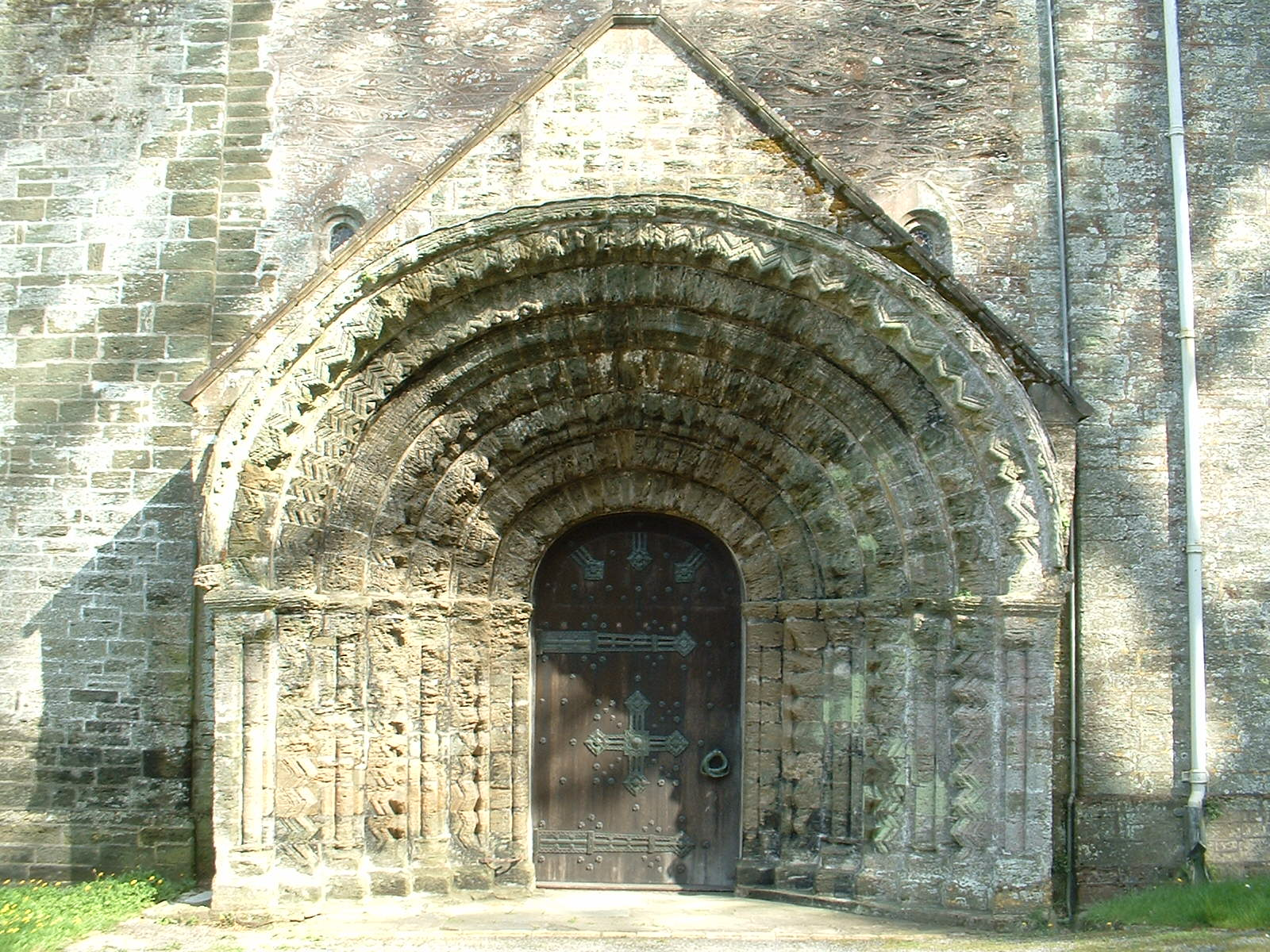
Der Portikus der Sankt-Germanus-Kirche

## Sehenswürdigkeiten

### Pfarrkirche St Germanus
Der heutige Bau der ehemaligen Stifts- und jetzigen Pfarrkirche St Germanus stammt aus dem 12. Jahrhundert. Für 1261 ist die Weihe belegt. Die dreischiffige Kirche mit angrenzenden Chor wurde aus Bruchsteinen mit Sandsteinfassungen und Schieferdächern ursprünglich im normannischen Stil erbaut, später wurde sie im gotischen Stil mehrfach umgebaut. Nach jahrhundertelanger Vernachlässigung stürzte 1802 das nördliche Seitenschiff ein, das erst 1888 wieder aufgebaut wurde. Die Kirche besitzt eine imposante doppeltürmige Westfassade mit einem reich gestalteten normannischen Rundbogenportal. Die beiden Türme sind im unteren Teil noch im normannischen Stil gestaltet, der nördliche Turm hat einen achteckigen Aufsatz aus der Early English Period, der südliche Turm einen rechteckigen Aufsatz im Perpendicular Style.

### Port Eliot
Nördlich der Kirche liegt das Herrenhaus Port Eliot, das sein heutiges Aussehen durch einen Umbau zu Beginn des 19. Jahrhunderts erhielt. Nördlich und östlich des Hauses erstreckt sich ein großer Landschaftsgarten.

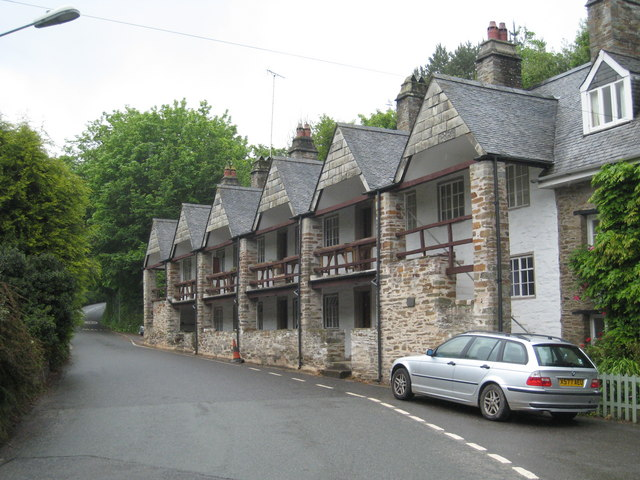
William Moyle’s Almshouses

### William Moyle’s Almshouses
William Moyle’s Almshouses ist ein 1583 gestiftetes Armenhaus. Es besteht aus einer Reihe von sechs aus Schiefer errichteten Häusern mit jeweils straßenseitigem Giebel. Jedes Haus enthielt je ein Zimmer im Erd- und im Obergeschoss, das Obergeschoss ist durch eine außenliegende Galerie erschlossen. Im 20. Jahrhundert wurden die Zimmer in vier Wohnungen umgewandelt.